# Pavković Selo
Pavković Selo – wieś w Chorwacji, w żupanii karlowackiej, w gminie Krnjak. W 2011 roku liczyła 51 mieszkańców.